# Knud Bach
Knud Bach, född 26 september 1871, död 5 oktober 1948, var en dansk politiker.
Bach genomgick folkhögskola och lantbruksskolor och verkade sedan som hemmansägare. Han deltog i den agrara föreningsverksamheten och tog under krisen på 1930-talet initiativet till den så kallade Randersrörelsen, 1932 omorganiserad till Landbrugernes Sammenslutning. Den representerades från 1934 i riksdagen av Det Frie Folkeparti. Bach framställde långtgående krav på statligt stöd till jordbruket, på skatte-, lån-, och räntelättnader och han agiterade häftigt mot regeringen Stauning-Munch, bland annat genom ett bondetåg till kungen i juli 1935, genom valuta och produktionsstrejker och genom motstånd mot tvångsauktioner under krisen. Trots en splittring i oktober 1936 inom Landbrugernes Sammenslutning mellan en moderat och en radikal flygel samarbetade dess anhängare snart igen inom den agrara kooperationsrörelsen och fick snart stort inflytande inom denna. Under den tyska ockupationen började Bach på egen hand förhandla med Berlin för att få priserna på lantbruksprodukter höjda. Han arbetade för en nära anslutning till de danska nationalsocialisterna, men därigenom splittrades rörelsen på nytt, och alltmer lämnade dess anhängare bland lantbrukarna. Vid valet till Folketinget 1943 förlorade Det Frie Folkeparti hälften av sina röster. 5 maj 1945 arresterades Bach, anklagad för landsförrädisk verksamhet.